# Findling Bitterstein

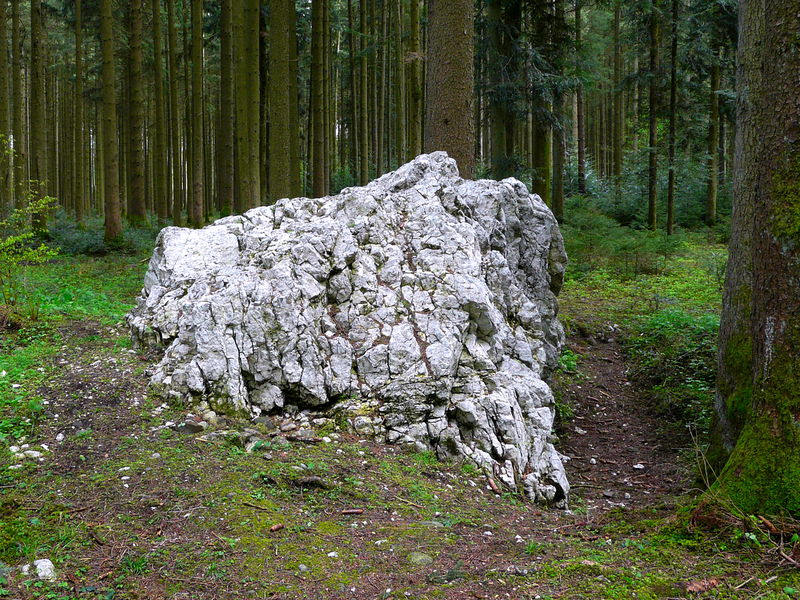
Findling Bitterstein, Ansicht von Nord

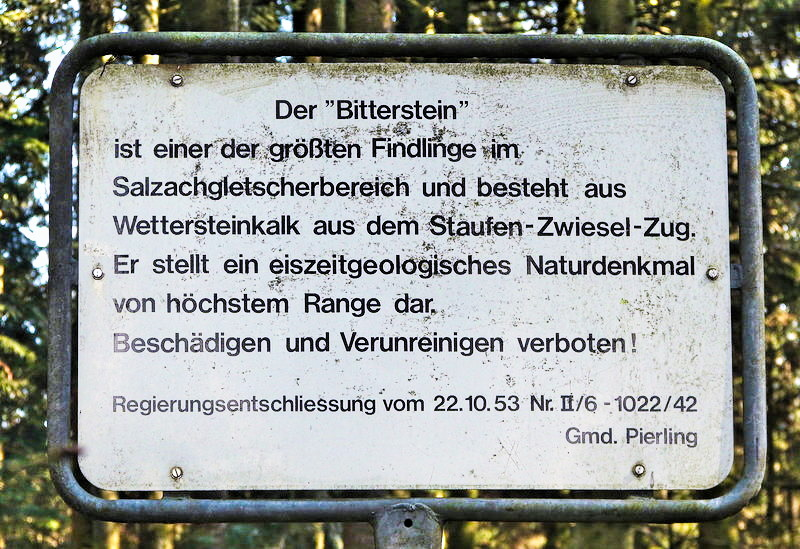
Hinweisschild Naturdenkmal

Der Findling Bitterstein ist ein erratischer Block aus Wettersteinkalk, der westlich von Holzhausen auf dem Gemeindegebiet von Waging am See im Landkreis Traunstein liegt.
Er erhielt im November 1954 den Schutzstatus Naturdenkmal und wird vom Bayerischen Landesamt für Umwelt unter der Nummer ND-00132 gelistet. 

## Lage und Beschreibung
Der Findling liegt am westlichen Rand des Salzach-Vorlandgletscher und wurde in der Würm-Kaltzeit ca. 500 m vom ehemaligen Eisrand entfernt abgelagert. Der Kalksteinblock mit einer Grundfläche von 4 m × 3 m weist Karrenstukturen auf und hatte laut alten Aufzeichnungen früher die 3-fache Größe. Bis zur Unterschutzstellung wurde er zur Kalkgewinnung abgebaut. In einer Putzaktion wurde er 2015 von Bewuchs und Moosen befreit.
Das Geotop mit der Nummer 189R003 ist einer der größten Findlinge im Salzachgletscherbereich und heimatkundlich bedeutend.
Bis zur Eingliederung der ehemaligen Gemeinde Pierling in die Stadt Traunreut, lag der Findling auf dessen Gemarkung.